# أغنيس إي. ولز
أغنيس إي. ولز (بالإنجليزية: Agnes E. Wells)‏ هي تربوية أمريكية، ولدت في 4 يناير 1876 في مقاطعة ساغينو في الولايات المتحدة، وتوفي بنفس المكان في 6 يوليو 1959.